# جائزة الولايات المتحدة الكبرى للدراجات النارية 1988
جائزة الولايات المتحدة الكبرى للدراجات النارية 1988 هو سباق دراجات نارية أقيم بتاريخ 10 أبريل 1988 في حلبة لاغونا سيكا. كان الجولة الثانية من أصل 15 في سباق الجائزة الكبرى للدراجات النارية موسم 1988. فاز الأمريكي إدي لوسون بفئة 500 سي سي بينما جاء الأسترالي واين غاردنر في المركز الثاني وحصل على المركز الثالث البريطاني نيال ماكنزي.

## وصلات خارجية
- الموقع الرسمي